# Silva (patronyme)
 (juin 2017).
Si vous disposez d'ouvrages ou d'articles de référence ou si vous connaissez des sites web de qualité traitant du thème abordé ici, merci de compléter l'article en donnant les références utiles à sa vérifiabilité et en les liant à la section « Notes et références ».
 (juin 2017).
- Si vous ne connaissez pas le sujet, laissez ce bandeau (vous pouvez alors contacter les auteurs).
- Si vous supprimez le contenu mis en cause (vous pouvez préalablement contacter les auteurs),

argumentez précisément cette suppression dans la page de discussion
(un manque de référence n'est pas un argument ; une recherche réelle de référence doit avoir été effectuée, être formellement documentée).
Pour les articles homonymes, voir Silva.
Le patronyme Silva en langue portugaise, est un nom portugais issu de la Tour de Silva, tour forteresse médiévale située à São Julião (Valença) dans le Minho, province du nord du Portugal, un des châteaux-forts qui la défendaient à la frontière galicienne. 

## Signification du mot Silva
Le nom Silva, en portugais, signifie « ronce », la ronce sylvestre qui donne les mûres. Le mot portugais silva est issu du latin silva qui signifie  « bois, forêt, bosquet, arboretum, verger, arbre »
À l'origine, la Quinta da Silva, manoir honoré de cette famille, là où était située la Tour de Silva. Quinta da Silva veut dire littéralement « ferme de la Ronce » ou « Château de la Ronce », puisque quinta au Portugal est une ferme habitée par un noble, et peut être manoir de sa famille.

## Souches des différentes familles Silva
Nobles et puissants seigneurs à la cour des souverains portugais, les da Silva se sont disséminés par tout l'espace lusophone, s'illustrant durant les siècles par les armes, les lettres, le clergé, et les postes de gouvernement militaire et administratif au Portugal et dans ses colonies. Une infinité de branches de Silva sont issues de la première enregistrée par l'Histoire, beaucoup d'entre elles légitimes, d'autres batardes ; d'autres encore ont perpétué le patronyme par la voie des femmes, les patronymes pouvant se transmettre depuis toujours par les deux sexes au Portugal.
Il est très probable que de nombreuses familles Silva actuelles ne peuvent pas se trouver d'ascendant parmi les Silva originels, ayant pris leur nom de leur origine topographique originelle dans la terre de Silva, au nord du Minho, et non dans les seigneurs de la Tour de Silva.
Mathématiquement, il est pourtant difficile de croire qu'aujourd'hui un Portugais de deuxième generation puisse ne pas avoir du sang de Silva dans ses veines, telle est l'extension et l'ancienneté de cette famille au Portugal.

## Origines de la première Maison de Silva
Les seigneurs de la Tour de Silva, située face au fleuve Minho, sont bien antérieurs à la fondation du royaume de Portugal au XIIe siècle, contemporains du premier comté souverain de Portugal. La maison de Silva, de noblesse immémoriale, est issue de Dom Guterre Alderete da Silva, par sa femme Dona Maior Pires de Âmbia. Son fils, Dom Paio Guterres da Silva, marié à Dona Dórdia Mendes da Maia, sa femme appartenant à l'une des cinq familles les plus puissantes du premier comté de Portugal, aida Dom Afonso Henriques à prendre la couronne portugaise à sa mère, la reine Thérèse de Portugal.

## Principales maisons du nom de Silva
Les maisons aristocratiques portugaises les plus illustres ayant porté en chef les armes et le noble nom de Silva sont issues des Silva seigneurs de Vagos, eux-mêmes issus des seigneurs de la Tour de Silva, notamment les comtes de Aveiras, puis marquis de Vagos, et les comtes de São Lourenço ; et encore les comtes de Vilar Maior, puis marquis de Alegrete, plus tard devenus par mariage aussi comtes de Tarouca, et marquis de Penalva (deux titres originellement des Menezes). 
Une autre branche très ancienne et noble des Silva est celle des comtes de Portalegre, puis marquis de Gouveia, dont est issue le dernier duc d'Aveiro, qui porta le nom, associé à celui de Mascarenhas. Elle est aujourd'hui représentée par les marquis de Lavradio, qui ne portent plus cependant le nom de Silva.
La principale lignée des Silva portugais a porté leur nom indifféremment associé aux deux patronymes Gomes et Teles (fils de Gomes, et fils de Telo), signant généralement comme Gomes da Silva, et Teles da Silva. Quelques-uns, cependant, ont signé tout court da Silva. La famille Teles da Silva usa indifféremment les formes Gomes da Silva, Teles da Silva, et Teles de Menezes. Quelques-unes des lignées de Silva portugais ont abandonné leur nom pour celui des maisons où ils s'étaient mariés. Tel fut le cas des marquis, comtes et seigneurs de Ficalho, des comtes de Mafra et des comtes de Sobral, par exemple.

### Diaspora des Silva
Alliés de bonne heure à toutes les familles nobles portugaises, les Silva sont passés au cours des siècles dans d'autres pays, par expatriation ou mariage, au fil des guerres et des allégeances. 
La branche ainée des Silva médiévaux a fui le Portugal pour la Castille durant la guerre civile de 1383-1385, avec la défaite du parti pro-castillan, abandonnant ainsi la prééminence à d'autres branches cadettes.

### Familles Silva lusophones
De par son ancienneté, le nom Silva est devenu le patronyme le plus commun depuis des siècles au Portugal, au Brésil, et partout où les Portugais sont passés dans les quatre coins du monde. Depuis le XVIe siècle, le nom Silva est porté tout aussi bien seul, qu'en composition avec d'autres patronymes qui permettent de distinguer les différentes familles les unes des autres : par exemple les familles Silva Correia, Correia da Silva, Silva da Costa, Costa e Silva, etc.

### Silva allemands et autrichiens
La branche la plus connue de ces Silva expatriés est celle des ducs de Silva, dans l'empire autrichien, dont quelques membres portent aussi le titre de comtes de Silva-Tarouca. Ceux-ci sont issus de Manuel Teles da Silva, créé au XVIIIe siècle premier comte de Silva-Tarouca, et premier duc de Silva par l'empereur, beau-frère et cousin de Jean V du Portugal. Il était le fils de la quatrième comtesse de Tarouca, Dona Joana de Menezes, et du comte João Gomes da Silva, lui-même un fils puîné des premiers marquis de Alegrete, Manuel Teles da Silva et Dona Luisa Coutinho.

### Silva castillans
Par fidélité à la reine Béatrice de Portugal, détrônée par Jean Ier de Portugal puisque mariée au roi Jean Ier de Castille, est passée dans ce dernier royaume une branche des Silva, devenus comtes de Cifuentes et marquis de Montemayor à la cour castillane. Éteints à la maison portugaise des comtes de Portalegre les Silva mâles, ils ont fait appel à un des Silva castillans puînés, qui est allé épouser à Lisbonne la quatrième comtesse de Portalegre, Dona Filipa da Silva. Son mari se portugalisa et fut le comte D. João da Silva, gouverneur du Portugal, et ils sont la deuxième souche Silva de la maison de Portalegre. Leur second fils mâle succéda à son frère, le cinquième comte, et fut créé premier marquis de Gouveia.
Aussi des portugais Gomes da Silva, seigneurs de Chamusca, sont issus plusieurs titres napolitains et castillans, dont les plus importants sont ceux de prince de Eboli, conféré à Rui Gomes da Silva, emmené enfant comme page à Madrid par l'impératrice Isabelle de Portugal, quand elle se maria à Charles Quint. Rui Gomes da Silva, l'ami d'enfance du futur Philippe II, élevé avec lui en portugais par les dames de la souveraine, fut plus tard titré premier duc de Pastrana en Castille, où il demeura. Dans sa descendance plusieurs titres italiens et castillans se sont ajoutés, comme celui de princes de Melito, et de ducs de Estremera, marquis de Orani, etc. Il fut un des plus grands et riches seigneurs de la Renaissance.
Le prestige du nom de Silva en Castille après cette époque fut tel que les différents aristocrates castillans de cette famille, voulant mieux connaitre leurs lointaines racines portugaises, commandèrent une monumentale Histoire de la Maison de Silva (Historia de la Casa de Silva, en langue castillane), qui essaya de décrire son origine, et le déploiement de toutes ses branches de par le monde. Son auteur, l'historien et généalogiste Luis de Salazar y Castro, chroniqueur officiel du roi Charles II d'Espagne, publia son ouvrage, en deux volumes, en 1685.